# Akvaponik

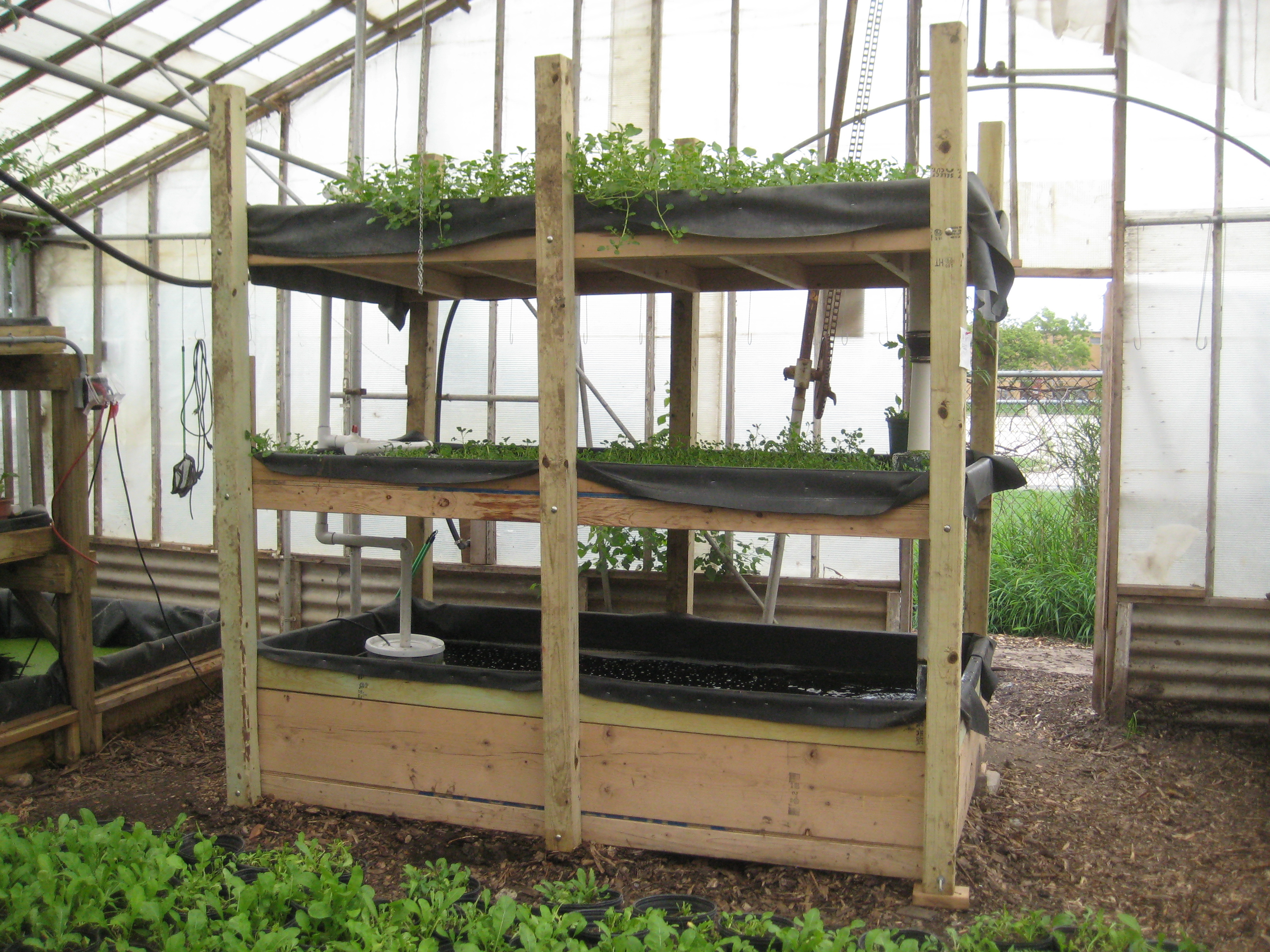
Ett litet, portabelt akvaponiskt system. Termen akvaponik är ett teleskopord av akvakultur och hydroponik.

Akvaponik är ett matproduktionssystem som kombinerar konventionellt vattenbruk (odling av akvatiska djur såsom fisk, skaldjur eller alger i bassänger) med hydroponisk odling i en symbiotisk miljö. I traditionell akvakultur samlas avföring i vattnet, som till slut blir giftigt för vattendjuren. Detta vatten leds till ett hydroponiskt system där avföringen bryts ner av kvävefixerande bakterier och sedan filtreras av växterna som tar upp näringsämnena. Det renade vattnet återförs sedan till fiskarna.
Existerande hydroponiska system utgör basen för alla akvaponiska system. Storlek, omfattning och typer av mat som produceras i ett akvaponiskt system kan variera lika mycket som vilket annat system som helst inom konventionell odling. 

## Historik
Akvaponik har rötter långt bak i historien men med viss debatt kring var fenomenet först ska ha dykt upp.
Aztekerna brukade vissa öar som kallades chinampas i ett system somliga anser vara det första akvaponiska systemet med någon form av jordbruk. Växter odlades på stationära (ibland även mobila) öar vid grund i sjöar där restprodukter och näring muddrades upp från Chinampakanalerna, eller hämtades från närliggande städer som sedan kunde användas för att göda växterna. Södra Kina, Thailand, och Indonesien som kultiverade och odlade ris i risfält i kombination med fisk är också tidiga exempel på akvaponiska system. Dessa polykulturella jordbrukssystem existerade I många Östasiatiska länder där man bland annat odlade fisk såsom väderål (泥鳅, ドジョウ), risål (黄鳝, 田鰻), karp (鯉魚, コイ) och ruda (鯽魚). Det förekom även odling av sumpsnäckor (田螺) i risfälten. Flytande akvaponiska system i polykulturella fiskdammar har på senare år installerats i Kina där man i större skala odlar ris, vete, kannaväxter och andra växter, där några installationer överstiger 2.5 acres (10,000 m2). 

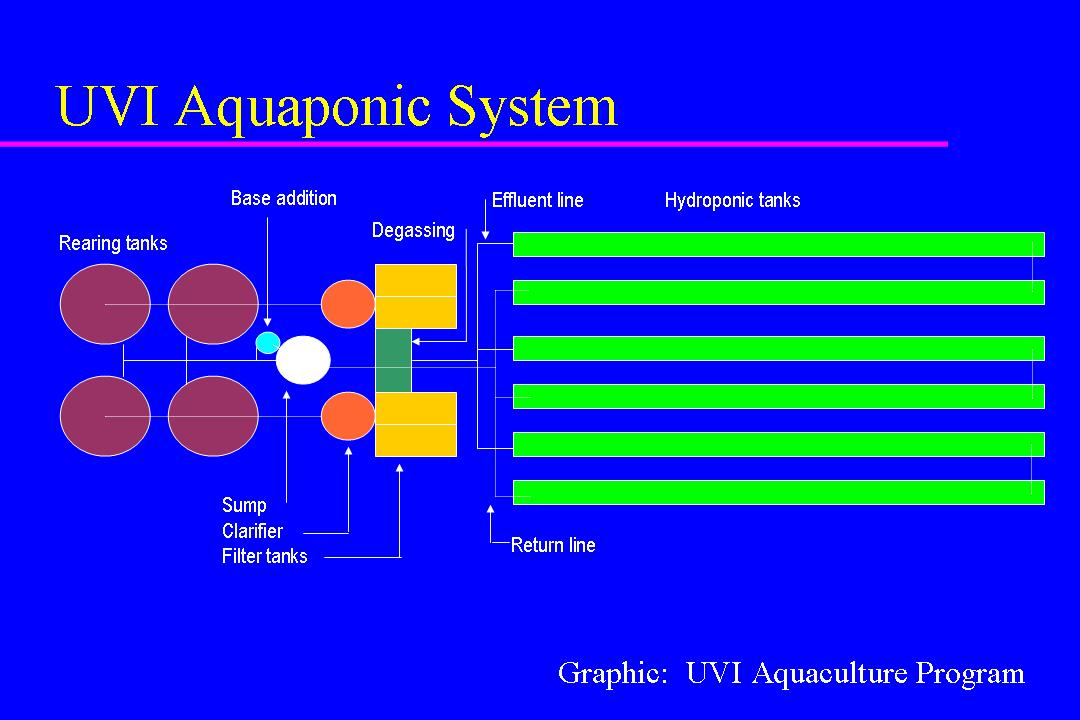
Diagram över University of the Virgin Islands kommersiella akvaponiska system, kapabelt till att producera fem ton Tilapia varje år.

Utvecklingen av moderna akvaponiska system tillskrivs vanligtvis New Alchemy Institute och Dr. Mark McMurtry m.fl. och deras arbete vid North Carolina State University. Inspirerade av framgångarna som New Alchemy Institute haft, och med de akvaponiska system som utvecklats av Dr. Mark McMurtry m.fl. följde snart andra institutioner svit. Med start 1997 började Dr. James Rakocy och hans kollegor vid University of the Virgin Islands forska i och utveckla användandet av djupvattenskultur med hydroponiska växtbäddar i ett större akvaponiskt system.
Den första forskning inom akvaponik i Canada var ett litet system som lades till i ett vanligt system med akvakultur på en forskningsstation i Lethbridge, Alberta. Kanada såg en markant ökning av akvaponiska system under 90-talet, mestadels i form av kommersiella installationer där det odlades dyra varor såsom öring och sallat. Ett system baserat på djupvattensodling utvecklat av University of Virgin Islands byggdes i ett växthus i Brooks, Alberta där Dr. Nick Savidov med kollegor forskade i akvaponik utifrån en vetenskaplig grund med fokus på växterna. Forskarna upptäckte viktig information gällandes rötters tillväxt i akvaponiska system samt att vissa fördelar med systemet gör att det kan köras med lägre PH-värden, vilket gynnar växter men inte fisk. 

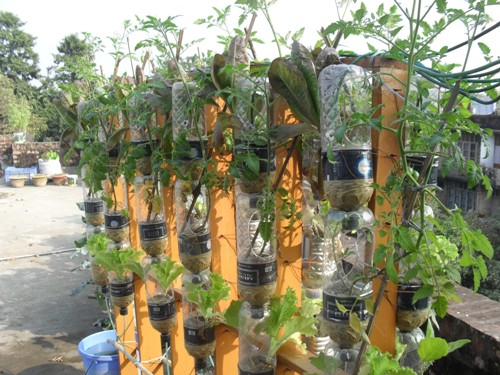
Grönsaksproduktion som del av ett lågkostnadsakvaponiskt system utvecklat vid Bangladesh Agricultural University.

På den Karibiska ön Barbados drog man igång ett arbete för att installera akvaponiska system i människors hem, där intäkter kommer från att sälja dessa hemodlade produkter till turister. Detta för att minska beroendet av importerade livsmedel.
I Bangladesh, världens mest tätbefolkade land, använder de flesta bönderna jordbrukskemikalier för att öka matproduktion och hållbarhet. Detta trots att landet saknar ordentlig översikt över säker användning av kemikalier i livsmedel för mänsklig konsumtion. För att bekämpa detta problem leder professor Dr. M.A Salam en grupp forskare på avdelningen för akvakultur vid Bangladesh Agricultural University. Tillsammans har de tagit fram ett lågkostnadsakvaponiskt system för produktion av kemikaliefria livsmedel.
Dr. Salams arbete specialiserar sig på att utveckla en form av subsistensjordbruk för micro-produktionsmål för individer och samhällsgrupper.
Även i Palestina där mer än en tredjedel av all odlingsbar jord finns i den ombestridda Gazaremsan har man haft behov för och utvecklat ett akvaponiskt system för hustak I Gaza City. 

Det har även skett en markant ökning i intresse från samhällsgrupper om möjlig integration av akvaponik, såsom den ej vinstdrivna gruppen Growing Power som erbjuder unga i Milwaukee jobb och praktiska erfarenheter, samtidigt som de producerar livsmedel till sin omgivning. Modellen har lett till ett flertal andra projekt, t.ex. i New Orleans där “Vietnamese fisherman community” kraftigt påverkades av Deepwater Horizons oljeutsläpp, och i South Bronx i New York City.
Whispering Roots är en välgörenhetsorganisation i Omaha, Nebraska som tillgodoser socialt och ekonomiskt utsatta grupper med lokalt producerad, hälsosam föda genom akvaponik, hydroponik och “urban farming”.
Dessutom har odlare som nyttjar akvaponik samlats över internet på ett flertal hemsidor för att dela sina erfarenheter och sprida odlingsformen. På många av dessa hemsidor finns också omfattande resurser i form av information över hur man kan bygga dessa system i hemmamiljö.
På senare tid har akvaponiska system i allt större utsträckning flyttats inomhus. I städer som Chicago har man också utnyttjat olika typer av utföranden av dessa system för att kunna producera mat året runt.

## Komponenter

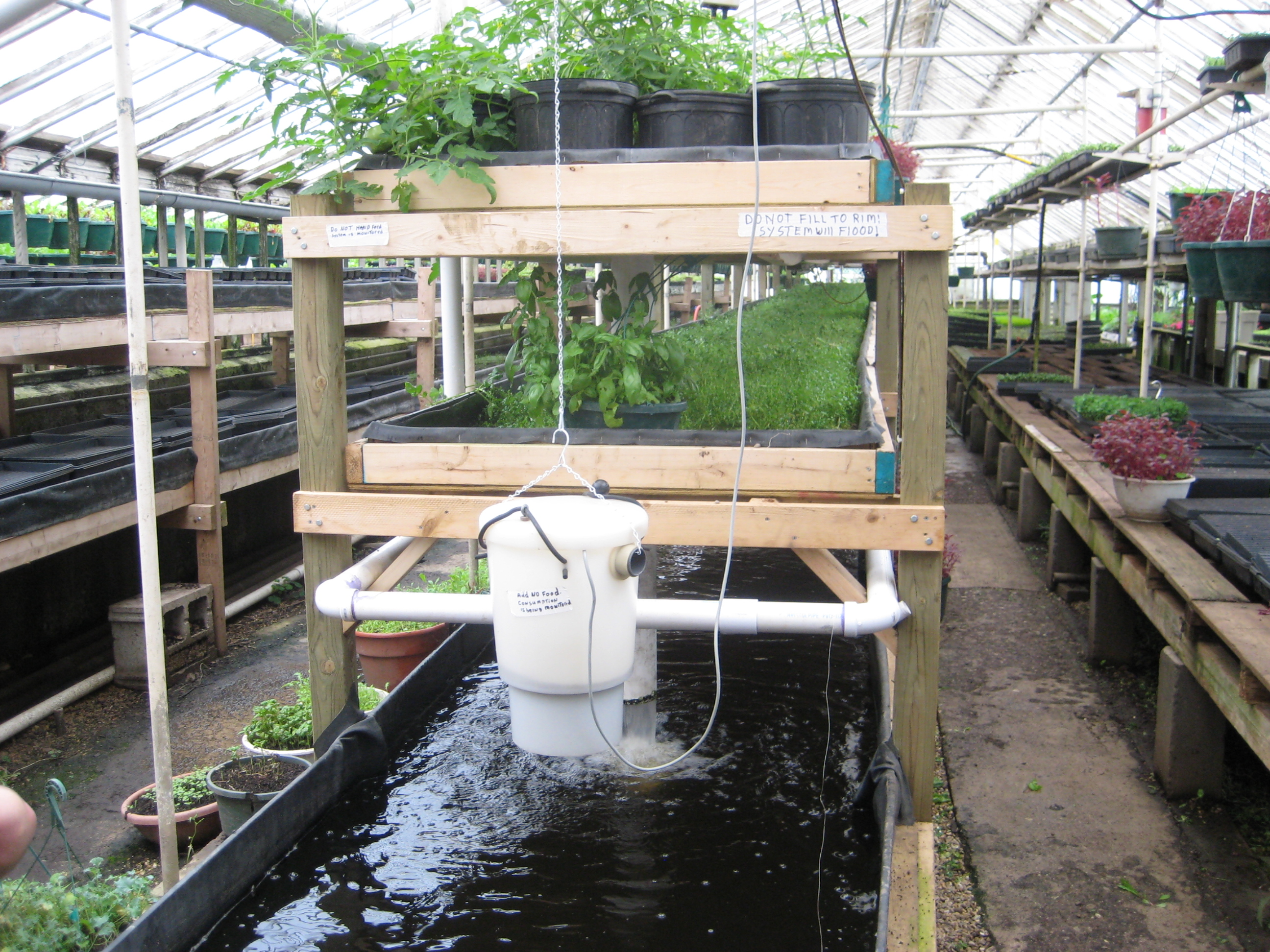
Ett kommersiellt akvaponiskt system. En elektrisk pump flyttar smutsigt vatten från fisktanken genom ett filter för att filtrera de partiklar plantorna placerade ovanför inte kan absorbera. Vattnet ger sedan näring till plantorna och blir renat innan det återvänder till fisktanken där processen upprepas.

Akvaponik består primärt av två delar, med akvakulturen för att producera vattenlevande djur och den hydroponiska delen för odling av växter. Föroreningar, från rester av fiskföda, eller avföring från fiskarna själva byggs upp i tanken eftersom de flesta akvaponiska systemen är slutna system där samma vatten cirkulerar. Det förorenade vattnet kan snabbt nå upp i giftiga nivåer för de djur som lever i systemet men innehåller samtidigt näringsämnen som är nödvändiga för växterna. Även om det primärt är dessa två delar som tillsammans skapar ett akvaponiskt system så räknar man ofta dessa system som uppbyggda av ett flertal sub-system för alla olika delar som behövs i systemet. T.ex. borttagning av föroreningar och smuts, för att tillsätta baser som neutraliserar syror, eller för att upprätthålla vattnets syrenivå. 
Vanliga komponenter inkluderar:
- Uppfödningstank: tankarna där fisken föds upp och växer;
- Settling basin: en enhet som rensar ut avfall och biofilm, och för att lägga ner finare partiklar i tankens botten;
- Biofilter: platsen där bakterier som genomför nitrifikation växer och konverterar ammoniak till nitrater, som är till nytta för växterna;
- Hydroponics subsystem: delen av systemet där plantor växer genom att absorbera närämnen från vattnet;
- Sump: Lägsta punkten i systemet där vattnet pumpas tillbaka till uppfödningstanken.

Beroende på systemets komplexitet och pris kan de olika systemen för borttagning, filtrering, och/eller de hydroponiska sub-systemen vara kombinerade i en enhet eller sub-system. Med funktion att hindra vattnet från att gå från den delen av systemet med akvakulturen direkt till den hydroponiska delen.

### Växter: hydroponik

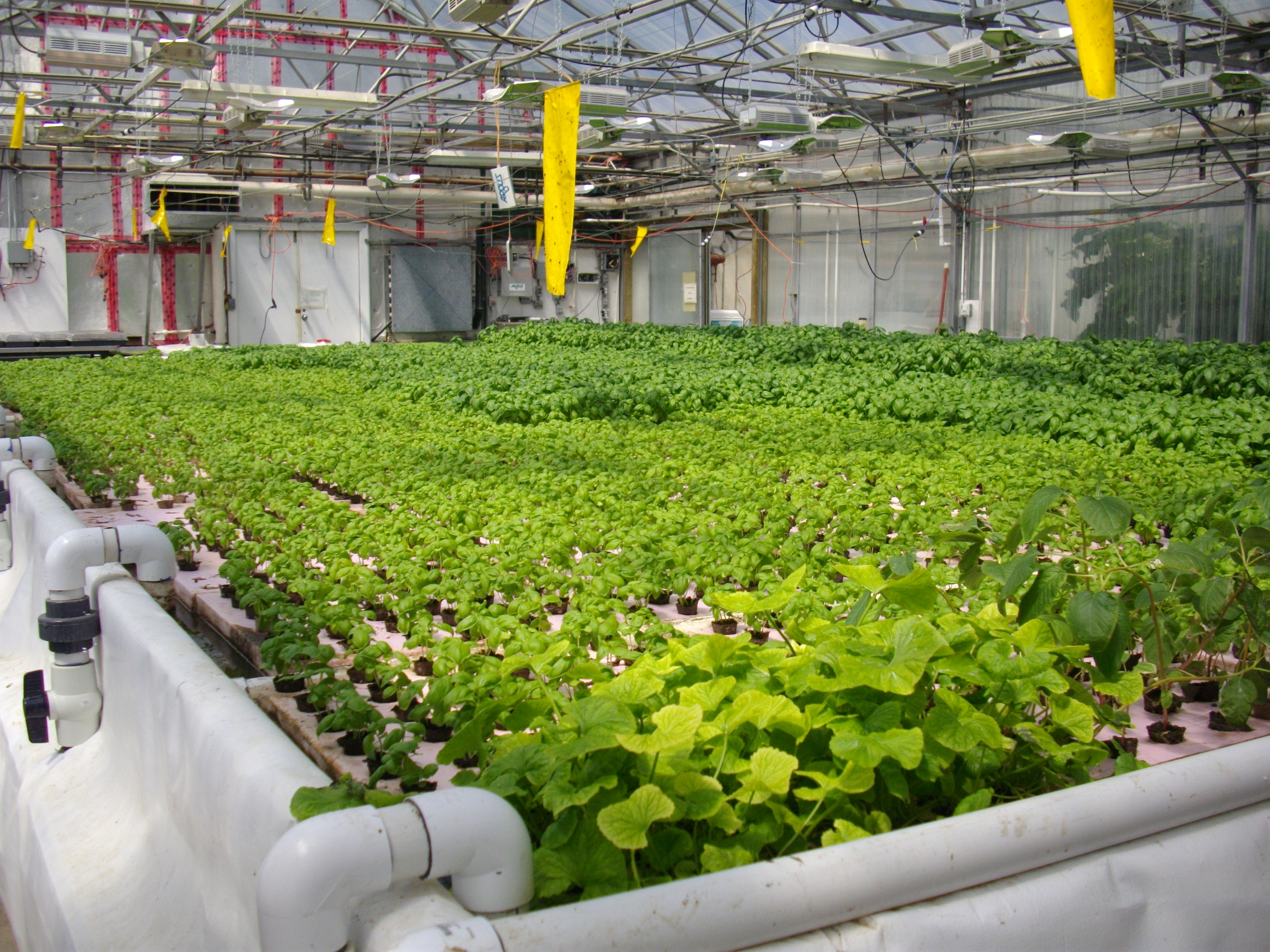
Ett djupvattenshydroponiskt system där växterna växer direkt i det näringsrika vattnet utan jord. Växterna kan placeras närmre varandra för att det inte finns något behov för spridning av rötter (för att stödja växtens vikt).

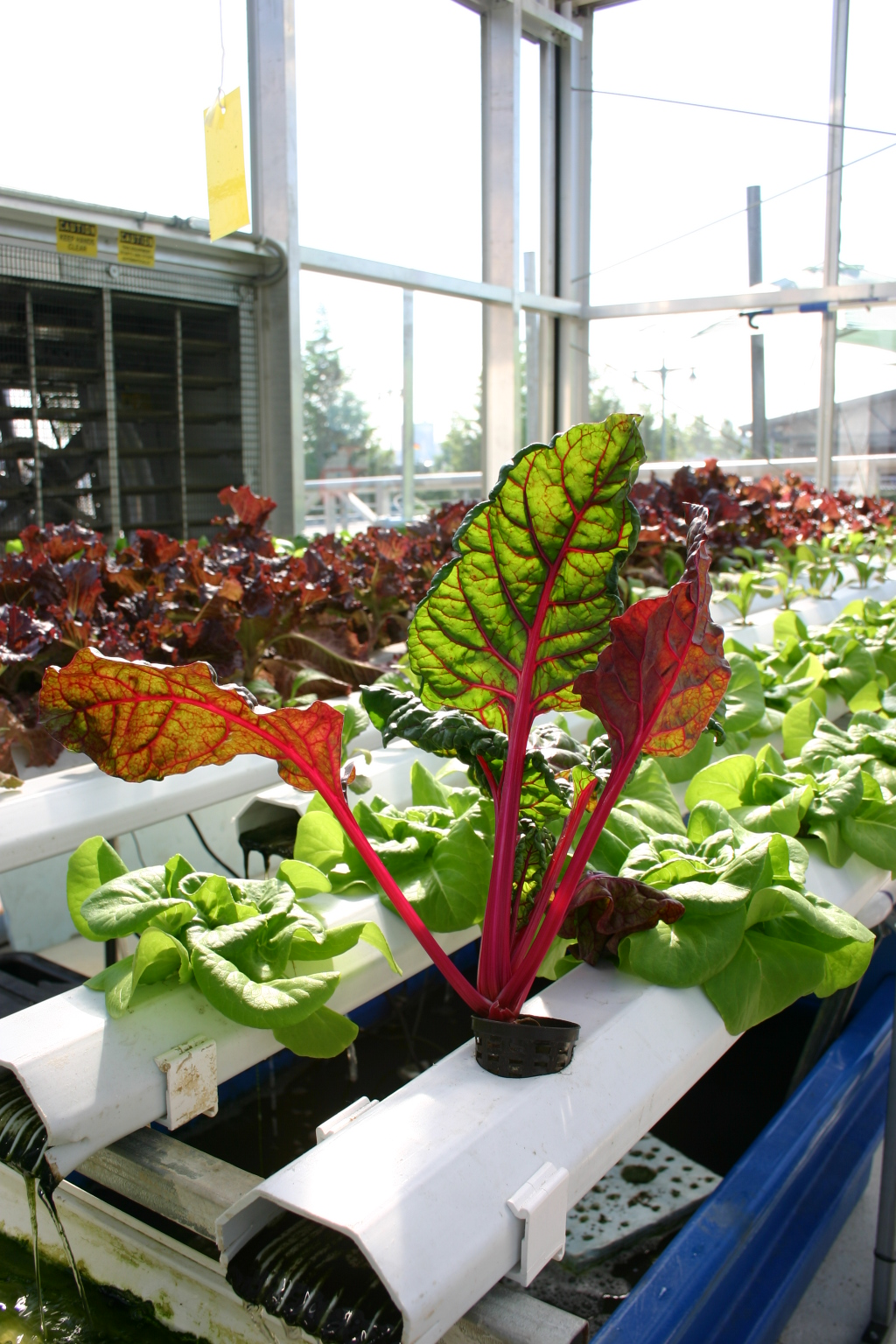
Växter odlas i en kanal fylld med näringsrikt vatten i ett så kallat Nutrient film technique (NFT) system.

Växterna odlas i ett hydroponiskt system, med deras rötter nedsänkta i det näringsrika restvattnet. Detta tillåter filtrering av ammoniaken i vattnet som är giftig för de vattenlevande djuren. Efter att vattnet har passerat igenom det hydroponiska sub-systemet så har det rensats och syresatts, vilket tillåter återanvändning i uppfödningstanken. Denna cykel är kontinuerlig. Vanliga akvaponiska applikationer av hydroponiska system inkluderar:
- Deep-water raft aquaponics: plattformar i frigolit som sänks ner i en relativt djup akvaponisk bassäng i specialgjorda formar.

- Recirculating aquaponics: Solid odlingsgrund med grus eller lera i en behållare som sedan fylls med vatten från akvakulturen.

- Reciprocating aquaponics: solid odlingsgrund i en behållare som växlingsvis fylls och dräneras med dräneringsrör. Den här typen av akvaponik är även känd som flood-and-drain aquaponics eller ebb-and-flow akvaponik.

- Andra akvaponiska system med vertikal uppbyggnad är “trickle-fed” från systemets topp, nutrient film technique-kanaler, horisontala PVC rör med hål för plantorna, plasttunnor delade på hälften med eller små plattformar i sig. Varje teknik har sina egna fördelar. [6]

De flesta bladgrönsaker trivs bra i det hydroponiska sub-systemet, men majoriteten av de grödor som kan generera god vinst är variationer av salladskål, sallat, basilika, rosor, tomater, okra, nätmelon och paprika. Eftersom olika grödor växer i olika hastighet behövs dock varierande mängder mineraler och näringsämnen. 

### Djur: akvakultur

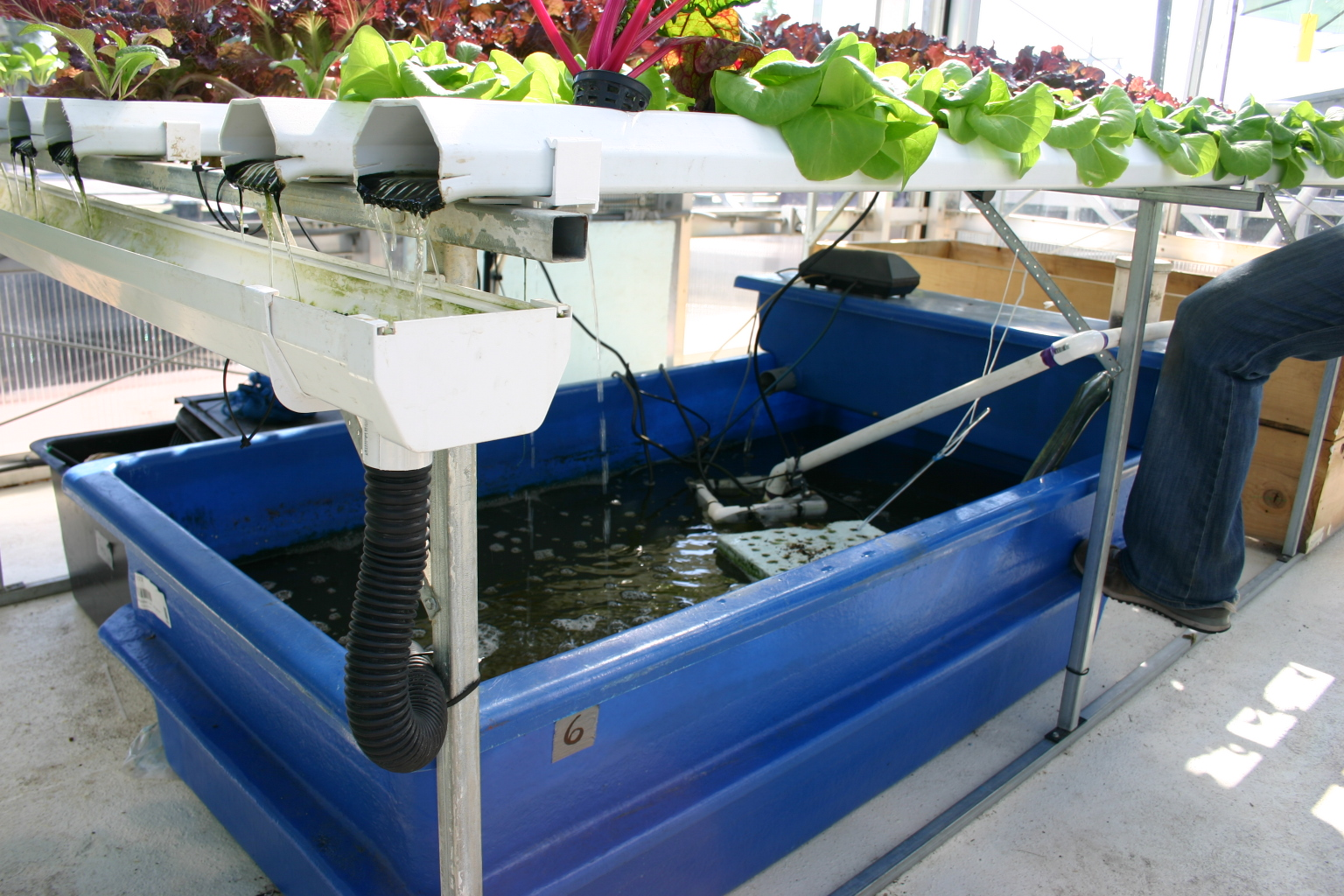
Filtrerat vatten från det hydroponiska systemet förs in tanken med fisk för återcirkulering.

Sötvattenfisk är det vanligaste djuret som föds upp genom akvaponik, men även sötvattenskräftor och räkor kan födas upp med framgång. I praktiken med syfte att föda upp fisk som föda, oavsett om det är i kommersiellt syfte eller för eget behov så är tilapia det mest populära valet. Även barramundi, havsgös, tandanus och murraytorsk kan dock odlas med framgång. För klimat med växlande vattentemperaturer passar regnbåge, abborre, blågälad solabborre och malartade fiskar som prickig dvärgmal och dvärgmal för hemmaodling.

### Bakterier
Nitrifikation, alltså oxidationen av ammoniak till nitratjoner, är en av de viktigaste funktionerna i ett akvaponiskt system då det reducerar toxiciteten i fiskarnas vatten samt tillåter växterna upptagning av dessa nitratjoner som näring. Ammoniak byggs hela tiden upp i tanken från fiskarnas avföring och som resultat av deras metabolism. 
Denna ammoniak måste hållas nere på nivåer som inte är giftiga för fiskarna. Växterna kan visserligen ta upp ammoniak i små mängder men nitratjoner tas upp mycket effektivare av dem. Ammoniak kan även omvandlas till andra nitroföreningar genom goda populationer av:
- Nitrosomonas: bakterier som omvandlar ammoniak till nitriter, och
- Nitrobacter: bakterier som omvandlar nitriter till nitrater.

Bakterierna som genomför den ovannämnda processen i ett akvaponiskt system bildar en biofilm över alla solida ytor genom systemet som befinner sig i konstant kontakt med vatten. Även rötterna från växterna som odlas bildar en stor yta där bakterier kan uppehålla sig. Vård av dessa bakteriekolonier är viktigt för att kunna reglera assimileringen av ammoniak och nitriter. Det är därför de flesta akvaponiska system inkluderar en biofiltreringsenhet, som hjälper till med ökningen av dessa mikroorganismer. När ett system har stabiliserat befinner sig vanligtvis halten av ammoniak mellan 0.25 och 2.0 ppm; nitriter mellan 0.25 och 1 ppm och nitrater mellan 2 och 150 ppm. Eftersom nitrifikationsprocessen försurar vattnet behöver man tillsätta baslösningar för att neutralisera vattnets pH-värde. Man kan också vid behov tillsätta mineraler så som järn vid behov för växternas näringsbehov.
Ett effektivt sätt att undvika uppbyggnad av solida restämnen i systemet är med hjälp av maskar som löser upp solida näringsämnen så att växterna eller andra djur i tanken kan ta upp dem.

## Drift
De fem huvudsakliga kraven för systemen är vatten, syre, ljus, mat till djuren däri och elektricitet för att pumpa, filtrera och syresätta vattnet. När det kommer till utdelning så kan ett system kontinuerligt ge skörd av växter i det hydroponiska systemet och ätbara djursorter i akvakulturen. Vanliga storleksmått på dessa system varierar mellan 0,12 och 0,24 m² växtutrymme per 10 l vatten i systemet. 10 l vatten kan stödja mellan 0,6 kg och 1,18 kg fisk, beroende på syresättning och filtrering i systemet.
Dr. James Rakocy, chef för ett forskningslag med fokus på akvaponiska system vid University of the Virgin Islands gjorde en lista på tio grundläggande principer för hur man blir framgångsrik med akvaponiska system. Listan togs fram efter och baserades på forskning vid Agricultural Experiment Station. 
- Se till att fodertillförsel är proportionerlig med mängden växter
- Håll fodertillförsel relativt jämn
- Komplettera med kalcium, kalium och järn
- Sörj för god syretillförsel
- Bryt ner solida restämnen
- Var uppmärksam vid användning av grus-/sandbottnar
- Använd stora rör för vattenflöde för att undvika helt eller delvis stopp.
- Använd biologisk pestkontroll
- Säkerställ fullgod biofiltrering
- Kontrollera pH-värde

### Foder
I de allra flesta fallen av akvakultur består foder av fiskmat från lägre värderade källor. Alternativa lösningar inkluderar odling av Lemnoideae i ett akvaponiskt system där växten förser fisken med mat, överskottsmask-/larver från en kompost, använda egna matrester som foder, eller odling av Hermetia illucenslarver. 

### Vattenförbrukning
Akvaponiska system byter vanligtvis inte vattnet utan låter det istället cirkulera och återanvändas under användning med stor effektivitet. Systemet är beroende av förhållanden mellan djur och växter för att hålla näringsvärden och syrenivåer jämna. Nytt vatten tillsätts endast för att ersätta det vatten som evaporerar ut i luften från ytvattnet, tas upp av växter och evaporerar. Tack vare detta använder akvaponiska system endast 2 procent av det vatten som konventionell odling förbrukar vid odling av samma mängd grödor, vilket möjliggör odling i områden med ont om vatten. Akvaponiska system kan också replikera samma omständigheter som våtmarker har. Den här typen av konstruerade våtmarker kan användas som biofiltrering och processering av de flesta hushållssopor. Det näringsfyllda vattnet kan sedan användas som gödsel för annan odling. 

### Energianvändning
Akvaponiska installationer drivs till varierande grad av mänsklig energitillförsel, teknologiska lösningar och “miljökontroll” för att uppnå vattencirkulation och önskade temperaturer. Beroende på vilket fokus man har med systemet så kan man ha olika lösningar. Vill man ha ett energisnålt system kan man t.ex. använda sig av alternativ energi och färre pumpar genom att låta vattnet rinna nedåt i största möjliga mån.